# Grisen
Grisen (dt. Das Schwein) ist ein dänischer Kurzfilm. Bei der Oscarverleihung 2009 war er in der Kategorie Bester Kurzfilm nominiert, gewann jedoch nicht. Der Film entstand auf Grundlage einer Novelle von Lars Saabye Christensen.

## Handlung
Der Schneider Asbjørn Jensen muss wegen einer Operation am Enddarm ins Krankenhaus. Im ansonsten recht kargen und großen Krankenzimmer erheitert ihn das Bild eines springenden Schweines. Es anzuschauen erleichtert ihm die Untersuchungen und den Aufenthalt. Als sein Arzt berichtet, dass bei den Untersuchungen Polypen gefunden wurden, die auch bösartig sein können, wird ihm das Bild zu einer Art Schutzengel.
Daher ist sein Unglück groß, als er nach der Operation erwacht und das Bild entfernt wurde. Zudem ist er nicht mehr allein im Zimmer, und im Gegensatz zu ihm wird der Mann im Bett nebenan von seiner Familie umhegt. Die Krankenschwester Martha teilt ihm mit, dass die Familie von seinem Mitpatienten Aslam die Entfernung des Bildes wünschte. Asbjørn ruft seine Tochter, Mona, an, die Anwältin ist. Sie soll sich der Sache annehmen. Mona eilt ins Krankenhaus und ist vom Wunsch des Vaters amüsiert. Sie hängt anstelle des Bildes die vom Vater gefertigte Zeichnung des Schweines an die Wand. 
Nach einem gemeinsamen Essen kommen sie ins Zimmer zurück. Dort ist Aslam gerade von seiner Operation zurückgekehrt und hat wieder Familienbesuch. Vor den Augen von Asbjørn und Mona reißt Aslams Sohn, Hammid, die Zeichnung ab und wirft sie weg. Das geht Mona zu weit und sie stellt Hammid zur Rede. Sie diskutieren über gegenseitige Rücksichtnahme und wessen Empfinden wichtiger ist, das von Aslams muslimischer Familie, deren religiöses Gefühl durch die Darstellung des Schweins gestört wird, oder das von Asbjørn, der glaubt, das Schwein würde ihm helfen.
Letztlich wird die Diskussion, zu der mittlerweile auch die Krankenhausleiterin hinzugezogen wurde, von Asbjørns behandelndem Arzt unterbrochen. Dieser kann die gute Botschaft überbringen, dass die Polypen gutartig sind und Asbjørn morgen entlassen werden kann. Nun benötigt er das Schwein nicht mehr.
Diskutierend verlassen die Familienangehörigen das Zimmer. Später wacht Aslam aus der Narkose auf und erzählt, dass er am Grünen Star leidet, aber die Operation nicht geglückt ist, er sei immer noch blind. Er bittet Asbjørn ihm zu beschreiben, was er nicht sehen kann.

## Details
Das Bild des Schweines ist ein Druck von Michael Sowas Köhlers Schwein. Des Weiteren hört der Taxifahrer in der Anfangsszene Gi’ mig danmark tilbage von Natasja, in dem die Sängerin den Mangel an Freiheit sowie Freigeist im heutigen Dänemark beklagt.

## Produktion
Grisen ist Dorte Warnø Høghs Regiedebüt. Ihr Stiefvater Bent Fabricius-Bjerre hat die Filmmusik komponiert. 